# سفارة أذربيجان في كوريا الجنوبية
سفارة أذربيجان في كوريا الجنوبية هي أرفع تمثيل دبلوماسي لدولة أذربيجان لدى كوريا الجنوبية. تقع السفارة في سول وهي تهدف لتعزيز المصالح الأذربيجانية في كوريا الجنوبية.

## وصلات خارجية
- الموقع الرسمي
- قائمة سفارات أذربيجان
- قائمة السفارات في كوريا الجنوبية